# Пумакава, Матео Гарсия
Матео Гарсия Пумакава (исп. Mateo Pumacahua; 21 сентября 1740, Chinchero District, Куско — 17 марта 1815, Сикуани, Куско) — перуанский революционер, возглавивший восстание 1814 года в Куско в ходе Войны за независимость Перу.

## Биография
Пумакава был куракой района Чинчеро, бригадиром ополчения Вице-королевства Перу и временным президентом аудиенсии Куско. Пумакава принадлежал к знатному роду инков, происходившему от народа айармака, также имел и испанских предков. Пумакава помог в 1781 году победить повстанческую армию Тупака Амару II, что отображено на фреске в церкви в Чинчеро.
Три десятилетия спустя, несмотря на свой 70-летний возраст, Пумакава возглавил индейское ополчение в экспедиции вице-короля Перу Хосе Фернандо де Абаскаля, посланной против хунты Ла Паса в Верхнем Перу в 1811 году. Он был среди победителей в битве при Гуаки в качестве полковника королевской армии. Несмотря на это, он присоединился к восстанию в центральной и южной части Вице-королевства Перу (Куско, Уаманга, Арекипа и Пуно), начавшегося в Куско 3 августа 1814 года, требуя полного соблюдения Кадисской конституции 1812 года в Перу. Пумакава был назначен членом руководящей хунты. Пумакава руководил армией, которая заняла город Арекипу 10 ноября. 30 ноября армия Пумакавы отступила из Арекипы в регионы Куско и Пуно. 11 марта 1815 года войско было разбито в битве при Умачири. Он был захвачен и казнён роялистами.